# Bruno Kastner
Bruno Kastner (3 de enero de 1890 - 30 de junio de 1932) fue un actor teatral y cinematográfico, guionista y productor de nacionalidad alemana, cuya carrera se desarrolló principalmente en los años 1910 y 1920, durante la época del cine mudo. Kastner fue uno de los más populares primeros actores del cine alemán durante la cima de su carrera en la década de 1920.

## Inicios
Su nombre completo era Richard Otto Bruno Kastner, y nació en Forst, Brandeburgo, Alemania, siendo su padre un funcionario de tributos. Kastner estudió en Fürstenwalde, y posteriormente tuvo un corto período de servicio militar, solo diecisiete días, al ser licenciado a causa de una lesión. Más adelante viajó a Berlín, donde aprendió interpretación siguiendo clases impartidas por el actor teatral Paul Biensfeldt, viviendo después en Hamburgo, ciudad en la que actuó en el Harburger Theater. Tras un breve período con compañías itinerantes, trabajó como cantante de coro y actor en la Meinhard-Bernauer Bühnen de Berlín.

## Carrera
Descubierto por la actriz cinematográfica danesa Asta Nielsen, debutó en el cine junto a ella en 1914 en un corto cómico dirigido por Urban Gad, Engelein, en el cual también actuaban Fred Immler y Hanns Kräly. El éxito de este film propició una secuela, Engeleins Hochzeit (1916). Mientras tanto, Kastner se convirtió rápidamente en ídolo de matiné en Alemania, especialmente popular entre las espectadoras. Kastner cimentó su imagen romántica actuando como el ardiente pretendiente de la actriz Dorrit Weixler en varias películas interpretadas por la pareja.
Aunque no era admirado por buena parte del público masculino, su popularidad con el femenino ganaba fuerza. En 1921, Kastner fue elegido como "El Mejor Actor Alemán" en una encuesta de una revista, y ese mismo año empezó a actuar en un serial cinematográfico titulado Der Silberkönig, y en el que trabajaba junto a Ossi Oswalda. Otros populares filmes en los que actuó fueron Hilde Warren und der Tod (1917, de Fritz Lang), Das Herz des Casanova (1919, de Erik Lund) y Das Paradies im Schnee (1924, de Georg Jacoby).
En 1922, Kastner había fundado su propia compañía productora. Además, escribió los guiones de cuatro cintas que produjo y protagonizó: Nur ein Diener,  Das Herz des Casanova, Der letzte Sonnensohn y Der Weltmeister, todas dirigidas por Erik Lund y estrenadas en 1919.
La carrera de Kastner se vio interrumpida en 1924 al sufrir un grave accidente con una motocicleta en Lugano, Suiza, que le dejó secuelas permanentes. A pesar de no recuperarse totalmente, volvió a la pantalla en 1925.

## Últimos años
A finales de los años 1920, la carrera de Kastner empezó a decaer. Incapaz de seguir interpretando a los seductores personajes que le habían hecho famoso, sus papeles se hicieron más pequeños, aunque todavía consiguió éxito en títulos como el drama de Karl Grune de 1926 Die Brüder Schellenberg, con Conrad Veidt, Lil Dagover y Liane Haid, y la cinta dirigida por Jacob Fleck y Luise Fleck en 1927 Der Orlow, con Iván Petrovich y Hans Junkermann.
La llegada del cine sonoro fue desastrosa para la carrera de Kastner, tras haber estrenado en 1930 su primera cinta hablada, Das Land des Lächelns, y descubrir el público que  tartamudeaba. Solo rodaría una cinta más, la fallida Tingel-Tangel (1930). Tras no conseguir más papeles a causa de su trastorno del lenguaje, intentó revivir su carrera actuando en gira por teatros alemanes, y permitiendo al público femenino subir a escena y fotografiarse con su antiguo ídolo.
A causa de todo ello, Kastner sufrió una depresión. Tras dos años luchando por revivir su popularidad, en junio de 1932 alquiló una habitación de hotel en Bad Kreuznach y se suicidó ahorcándose. Tenía 42 años de edad.
Kastner había estado casado con la actriz alemana Ida Wüst entre 1918 y 1924. La pareja acabó divorciándose, y no tuvieron descendencia.

## Selección de su filmografía
- Die Brüder Schellenberg (1926)
- Angst (1928)
- Die Pflicht zu schweigen (1928)
- Das Land des Lächelns (1930)